# Світлі альви

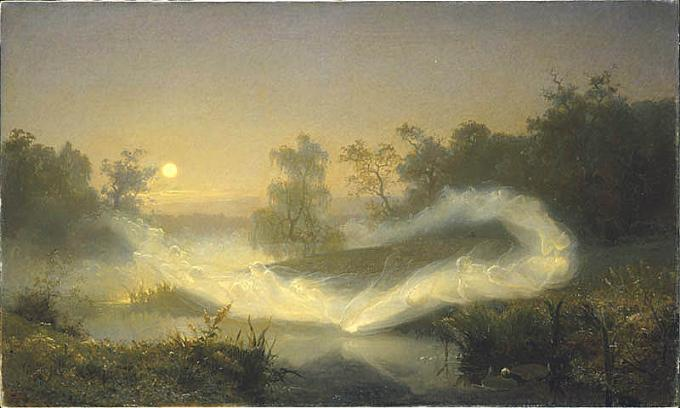
"Танцюючі альви" від Августа Мальмстрьома (1866)

Світлі альви (давньосканд. Ljósálfar) — у скандинавській міфології раса, що є відгалуженням альвів. 
Світлі альви живуть в Альвгеймі. Вони «справедливіші за сонце».
Поділ альвів на світлих та темних вперше з'являється у «Молодшій Едді». 

## Молодша Едда

### Видіння Ґюльві
Строфа 15: 
| "Різняться народженням норни, я знаю — їх рід не єдиний: одні від асів, інші від альвів, інші від Дваліна" |

У «Молодшій Едді» темні та світлі альви показані у розділі 17 книги «Видіння Ґюльві». У цьому розділі Ганглері (переодягнений король Гилфі) розпитує Високого. Той одного разу відповідає, що на небі є багато прекрасних місць, в тому числі місце, яке називається Альвгейм (давньосканд. Álfheimr «ельфійський дім» або «світ ельфів»). Високий говорить, що світлі альви живуть в Альвгеймі, тоді як темні мешкають під землею і виглядаю зовсім на відмінно від світлих. 
Строфа 17: 
| Тоді запитав Ганглері: "Багато чудесного можеш ти повідати про небо. Що там ще є чудесного, окрім джерела?" |

| Високий (Одін) Відповідає: "Немало там красивих осель. Серед них одне — Альвгейм. Там мешкають істоти, що звуться світлими альвами. Темні альви живуть під землею, в них інша подоба, й зовсім інша природа. Світлі альви подобою своєю прекрасніші сонця, а темні — чорніші за смолу. " |

Згодом у цьому ж розділі Ганглері запитує, що захистить прекрасну світлицю Гімле, яка раніше була описана як "найпівденніший кінець неба", коли станеться Рагнарок. Високий відповідає, що насправді є й інші небеса. 
| Тоді запитав Ганлері: "Що ж буде захистом цій світлиці, коли полум'я Сурта спалить небо й землю?" |

| Високий відповідає: "Говорять, наче до півдня над нашим небом є ще інше небо, й зветься воно Андланг, і є над ним і третє небо — Відблаін, й, вірно, на тому небі стоїть ця світлиця. Але зараз в ній мешкають, як ми гадаємо, одні лиш світлі альви". |